# Peter Petersen (acteur)
Pour les articles homonymes, voir Petersen.
Peter Petersen, né Max Paulsen le 18 novembre 1876 à Hambourg et mort le 11 mars 1956 à Vienne est un acteur allemand et autrichien.
Max Paulsen commence sa carrière de comédien au Burgtheater de Vienne, dont il devient par la suite le directeur artistique.
Sa carrière cinématographique débute en 1934, lorsqu'il joue dans Mascarade de Willi Forst. Il prend désormais un nouveau nom de scène : Peter Petersen. Il rencontre un succès certain auprès du public de l'époque.
Après la guerre, il se consacre à son travail d'acteur au Burgtheater de Vienne.

## Filmographie
- 1935 : L'Autre qui est en nous de Werner Hochbaum